# 让-雅克·居永
让-雅克·居永（法語：Jean-Jacques Guyon，1932年12月1日—2017年12月20日），法国男子马术运动员。他曾代表法国参加1968年夏季奥林匹克运动会马术比赛，获得个人三日赛金牌和团体三日赛第四名。